# Флавија Пенета
Флавија Пенета (итал. Flavia Pennetta; 25. фебруар 1982) бивша је италијанска тенисерка. Прва је Италијанка која се нашла међу десет најбољих играчица света у појединачној конкуренцији. Такође, постала је и прва Италијанка која је доспела на прво место WTA листе у конкуренцији парова. У пару са Жизелом Дулко, освојила је ВТА првенство 2010. и Отворено првенство Аустралије 2011. у конкуренцији парова. Заједно са репрезентацијом Италије освојила је Фед куп 2006, 2009. и 2010. године.
Тријумфовала је на Отвореном првенству САД 2015. и то је њен највећи успех у каријери.

## Приватни живот
Флавија Пенета је почела да игра тенис са пет година, а тада ју је тренирао отац. Оба родитеља и старија сестра Ђорђија рекреативно играју тенис.
Омиљени глумац јој је Ал Пачино, тенисерка Моника Селеш, а поред тениса воли и јахање. Удата је за Фабија Фоњинија са којим има сина Федерика.

## Каријера
Флавија Пенета је, као јуниорка, освојила титулу на Отвореном првенству Француске 1999. године у конкуренцији парова.
Освојила је осам титула у појединачној конкуренцији, од тога су шест били турнири на земљаној, а два на тврдој подлози. Прву титулу освојила је 2004. у Сопоту. Заједно са Маром Сантанђело, Франческом Скјавоне и Робертом Винчи освојила је Фед куп 2006, победивши Белгију у финалу. Након резултата 2-2, Жистин Енен Арден је предала меч, и Италија је освојила ово такмичење по први пут.
У својој каријери, остварила је импресивне победе над врхунским играчицама као што су Жистин Енен, Мартина Хингис, Амели Моресмо и Јелена Јанковић.
У конкуренцији женских парова се са Јеленом Дементјевом пласирала у финале Отвореног првенства САД, у ком су изгубиле од Саманте Стосур и Лисе Рејмонд.
Године 2015. је у појединачној конкуренцији играла финале Отвореног првенства САД, где је победила сународницу Роберту Винчи.

## Признања

### Награде
- 2010 — Награда женске тениске асоцијације за најбољи тим године (са Жизелом Дулко)

### Ордени
- 2007 — Орден витеза Италијанске републике[5]

## Финала у каријери

### Финала гренд слем турнира у појединачној конкуренцији (1–0)
| Исход  | Година | Турнир                                         | Подлога | Противница    | Резултат    |
| Победа | 2015.  | Отворено првенство Сједињених Америчких Држава | Тврда   | Роберта Винчи | 6–7(4), 2–6 |

### Финала гренд слем турнира у паровима (1–1)
| Исход  | Година | Турнир                                         | Подлога | Партнерка         | Противнице                          | Резултат      |
| Пораз  | 2005.  | Отворено првенство Сједињених Америчких Држава | Тврда   | Јелена Дементјева | Лиса Рејмонд Саманта Стосур         | 2–6, 7–5, 3–6 |
| Победа | 2011.  | Отворено првенство Аустралије                  | Тврда   | Жизела Дулко      | Викторија Азаренка Марија Кириленко | 2–6, 7–5, 6–1 |

### Финала ВТА првенства у паровима (1–0)
| Исход  | Година | Турнир        | Локација | Подлога | Партнерка    | Противнице                     | Резултат |
| Победа | 2011.  | ВТА првенство | Доха     | Тврда   | Жизела Дулко | Квета Пешке Катарина Среботник | 7–5, 6–4 |

### Финала ВТА турнира појединачно (9–11)
| Легенда: Пре 2009.       | Легенда: Од 2009.       |
| ------------------------ | ----------------------- |
| Гренд слем (0/0)         |                         |
| ВТА првенство (0/0)      |                         |
| Прва категорија (0/0)    | Обавезни Премијер (0/0) |
| Друга категорија (0/2)   | Премијер 5 (0/0)        |
| Трећа категорија (6/5)   | Премијер (1/0)          |
| Четврта категорија (0/1) | Интернашонал (2/3)      |

| Исход  | Бр. | Датум             | Турнир       | Подлога | Противница            | Резултат             |
| Пораз  | 1.  | 4. март 2004.     | Акапулко     | Шљака   | Ивета Бенешова        | 6(5)–7, 4–6          |
| Пораз  | 2.  | 22. јул 2004.     | Палермо      | Шљака   | Анабел Медина Гаригес | 4–6, 4–6             |
| Победа | 1.  | 14. август 2004.  | Сопот        | Шљака   | Клара Коукалова       | 7–5, 3–6, 6–3        |
| Победа | 2.  | 20. фебруар 2005. | Богота       | Шљака   | Лурдес Домингез Лино  | 7–6(0), 6–4          |
| Победа | 3.  | 27. фебруар 2005. | Акапулко     | Шљака   | Лудмила Церванова     | 3–6, 7–5, 6–3        |
| Пораз  | 3.  | 5. јануар 2006.   | Гоулд Коуст  | Тврда   | Луција Шафарова       | 3–6, 6–3, 5–7        |
| Пораз  | 4.  | 23. фебруар 2006. | Богота       | Шљака   | Лурдес Домингез Лино  | 6(3)–7, 4–6          |
| Пораз  | 5.  | 2. март 2006.     | Акапулко     | Шљака   | Ана-Лена Гренефелд    | 1–6, 6–4, 2–6        |
| Пораз  | 6.  | 1. март 2007.     | Акапулко     | Шљака   | Емили Луа             | 6(0)–7, 4–6          |
| Победа | 4.  | 14. октобар 2007. | Бангкок      | Тврда   | Чен Јунг-јан          | 6–1, 6–3             |
| Победа | 5.  | 17. фебруар 2008. | Виња дел Мар | Шљака   | Клара Закопалова      | 6–4, 5–4, предат меч |
| Победа | 6.  | 1. март 2008.     | Акапулко     | Шљака   | Ализе Корне           | 6–0, 4–6, 6–1        |
| Пораз  | 7.  | 24. јул 2008.     | Лос Анђелес  | Тврда   | Динара Сафина         | 4–6, 2–6             |
| Пораз  | 8.  | 16. октобар 2008. | Цирих        | Тврда   | Винус Вилијамс        | 6(1)–7, 2–6          |
| Пораз  | 9.  | 28. фебруар 2009. | Акапулко     | Шљака   | Винус Вилијамс        | 1–6, 2–6             |
| Победа | 7.  | 19. јул 2009.     | Палермо      | Шљака   | Сара Ерани            | 6–1, 6–2             |
| Победа | 8.  | 9. август 2009.   | Лос Анђелес  | Тврда   | Саманта Стосур        | 6–4, 6–3             |
| Пораз  | 10. | 9. јануар 2010.   | Окланд       | Тврда   | Јанина Викмајер       | 3–6, 2–6             |
| Победа | 9.  | 11. април 2011.   | Марбеља      | Clay    | Карла Суарез Наваро   | 6–2, 4–6, 6–3        |
| Пораз  | 11. | 18. јул 2010.     | Палермо      | Шљака   | Каја Канепи           | 4–6, 3–6             |

### Финала ВТА турнира у паровима (14–9)
| Легенда: Пре 2009.       | Легенда: Од 2009.       |
| ------------------------ | ----------------------- |
| Гренд слем (1/1)         |                         |
| ВТА првенство (1/0)      |                         |
| Прва категорија (0/2)    | Обавезни Премијер (1/2) |
| Друга категорија (1/0)   | Премијер 5 (2/0)        |
| Трећа категорија (1/1)   | Премијер (2/1)          |
| Четврта категорија (1/1) | Интернашонал (4/1)      |

| Исход  | Бр. | Датум               | Турнир      | Подлога | Партнерка            | Противнице                                         | Резултат             |
| Победа | 1.  | 14. август 2005.    | Лос Анђелес | Тврда   | Јелена Дементјева    | Бетани Матек Анђела Хејнес                         | 6–2, 6–4             |
| Пораз  | 1.  | 10. септембар 2005. | Њујорк      | Тврда   | Јелена Дементјева    | Лиса Рејмонд Саманта Стосур                        | 2–6, 7–5, 3–6        |
| Победа | 2.  | 26. фебруар 2006.   | Богота      | Шљака   | Жизела Дулко         | Јасмин Вер Агнеш Савај                             | 7–6(0), 6–1          |
| Пораз  | 2.  | 14. мај 2006.       | Берлин      | Шљака   | Јелена Дементјева    | Ци Јан Ђе Џенг                                     | 2–6, 3–6             |
| Пораз  | 3.  | 22. фебруар 2007.   | Богота      | Шљака   | Роберта Винчи        | Лурдес Домингез Лино Паола Суарез                  | 6–1, 6–3, [9–11]     |
| Пораз  | 4.  | 14. јун 2007.       | Барселона   | Шљака   | Лурдес Домингез Лино | Нурија Љагостера Вивес Аранча Пара Сантонха        | 6(3)–7, 6–2, [10–12] |
| Победа | 3.  | 19. април 2008.     | Ешторил     | Шљака   | Марија Кириленко     | Мервана Југић-Салкић Ипек Сеноглу                  | 6–4, 6–4             |
| Пораз  | 5.  | 31. јул 2008.       | Монтреал    | Шљака   | Марија Кириленко     | Кара Блек Лизел Хубер                              | 1–6, 1–6             |
| Победа | 4.  | 16. јануар 2009.    | Хобарт      | Тврда   | Жизела Дулко         | Аљона Бондаренко Катарина Бондаренко               | 6–2, 7–6(4)          |
| Пораз  | 6.  | 22. фебруар 2009.   | Богота      | Шљака   | Жизела Дулко         | Нурија Љагостера Вивес Марија Хосе Мартинез Санчез | 5–7, 6–3, [7–10]     |
| Пораз  | 7.  | 3. мај 2009.        | Штутгарт    | Шљака   | Жизела Дулко         | Бетани Матек Сандс Нађа Петрова                    | 7–5, 3–6, [7–10]     |
| Победа | 5.  | 9. јун 2009.        | Хертогенбош | Трава   | Сара Ерани           | Јанина Викмајер Михаела Крајичек                   | 6–4, 5–7, [13–11]    |
| Победа | 6.  | 11. јул 2009.       | Боштад      | Шљака   | Жизела Дулко         | Нурија Љагостера Вивес Марија Хосе Мартинез Санчез | 6–2, 0–6, [10–5]     |
| Победа | 7.  | 4. април 2010.      | Мајами      | Тврда   | Жизела Дулко         | Нађа Петрова Саманта Стосур                        | 6–3, 4–6, [10–7]     |
| Победа | 8.  | 2. мај 2010.        | Штутгарт    | Шљака   | Жизела Дулко         | Квета Пешке Катарина Среботник                     | 3–6, 7–6(3), [10–5]  |
| Победа | 9.  | 8. мај 2010.        | Рим         | Шљака   | Жизела Дулко         | Нурија Љагостера Вивес Марија Хосе Мартинез Санчез | 6–4, 6–2             |
| Пораз  | 8.  | 15. мај 2010.       | Мадрид      | Шљака   | Жизела Дулко         | Винус Вилијамс Серена Вилијамс                     | 6–2, 7–5             |
| Победа | 10. | 10. јул 2010.       | Боштад      | Шљака   | Жизела Дулко         | Рената Ворачова Барбора Захлавова-Стрицова         | 7–6(0), 6–0          |
| Победа | 11. | 23. август 2010.    | Монтреал    | Тврда   | Жизела Дулко         | Квета Пешке Катарина Среботник                     | 7–5, 3–6, [12–10]    |
| Пораз  | 9.  | 9. октобар 2010.    | Пекинг      | Тврда   | Жизела Дулко         | Олга Говорцова Чуанг Чија-јунг                     | 7–6(2), 1–6, 10–7    |
| Победа | 12. | 23. октобар 2010.   | Москва      | Тврда   | Жизела Дулко         | Сара Ерани Марија Хосе Мартинез Санчез             | 6–3 , 2–6, [10–6]    |
| Победа | 13. | 31. октобар 2011.   | Доха        | Тврда   | Жизела Дулко         | Квета Пешке Катарина Среботник                     | 7–5 , 6–4            |
| Победа | 14. | 28. јануар 2011.    | Мелбурн     | Тврда   | Жизела Дулко         | Викторија Азаренка Марија Кириленко                | 2–6, 7–5, 6–1        |

### Финала Фед купа (3–0)
| Исход  | Година | Локација   | Подлога | Победнице                                                               | Финалисткиње                                                                       | Резултат |
| Победа | 2006.  | Шарлроа    | Тврда   | Италија Роберта Винчи Флавија Пенета Мара Сантанђело Франческа Скјавоне | Белгија Лесли Буткивиц Жистин Енен Арден Каролина Маес Кирстен Флипкенс            | 3–2      |
| Победа | 2009.  | Калабрија  | Шљака   | Италија Роберта Винчи Сара Ерани Флавија Пенета Франческа Скјавоне      | Сједињене Америчке Државе Алекса Глач Ванја Кинг Лизел Хубер Мелани Уден           | 4–0      |
| Победа | 2010.  | Сан Дијего | Шљака   | Италија Роберта Винчи Сара Ерани Флавија Пенета Франческа Скјавоне      | Сједињене Америчке Државе Коко Вандевеј Бетани Матек Сандс Лизел Хубер Мелани Уден | 3–1      |

### Финала гренд слем турнира у јуниорским паровима (1–0)
| Исход  | Година | Турнир      | Подлога | Партнерка     | Противнице              | Резултат      |
| Победа | 1999.  | Ролан Гарос | Шљака   | Роберта Винчи | Миа Бурић Ким Клајстерс | 7–5, 5–7, 6–4 |